# Кендес Флінн
Кендес Ґертруда Флінн — одна з головних персонажів мультсеріалу Фінеас і Ферб. Українською дублювала Ганна Кузіна у 1 та 3 сезонах, Анастасія Зіновенко у 2 та 4 сезонах, а в оригіналі голосом Кендес говорила американська акторка та співачка — Ешлі Тісдейл.  Вона уперше з'явилася разом з іншою частиною головних героїв серіалу в пілотному епізоді "Американські гірки".

## Роль у мультсеріалі
Кендес  походить зі змішаної (зведеної) родини. З міркувань того, що на телебаченні немає жодного дитячого шоу, яке б висвітлювало стосунки у щасливій змішаній родині, подібної до тієї, у якій зростав автор Джефф "Свомпі" Марш, творці вирішили реалізувати саме таку ідею. У мультсеріалі в неї є два молодші брати: рідний брат Фінеас Флінн і зведений брат Ферб Флетчер. Стейсі Хірано — її найкраща подруга. Кендес народилася 11 липня.
Домашній улюбленець родини Флінн-Флетчерів, Перрі качкодзьоб, таємно працює агентом на О.Б.К.А. (Організацію Без Крутої Абревіатури) та бореться із доктором Гайнцем Дуфеншмірцем. Кендес навіть не уявляє, що "містична сила", через яку зникають усі винаходи Фінеаса і Ферба — це інатори Дуфеншмірца. Саме через наслідки боротьби Перрі та Гайнца, Кендес не може попалити своїх братів.
В епізоді "Квантові викрутаси Фінеаса і Ферба" з'ясувалось, що в майбутньому у Кендес буде троє дітей: Ксав'єр, Фред та Аманда. В епізоді "Великі краплі" виявилось, що вона грає на 20 інструментах, назва яких починається з літери "Б", а в епізоді "Атака 50—футової сестри", що її зріст 173 сантиметри.

## Персонаж

### Концепція та створення

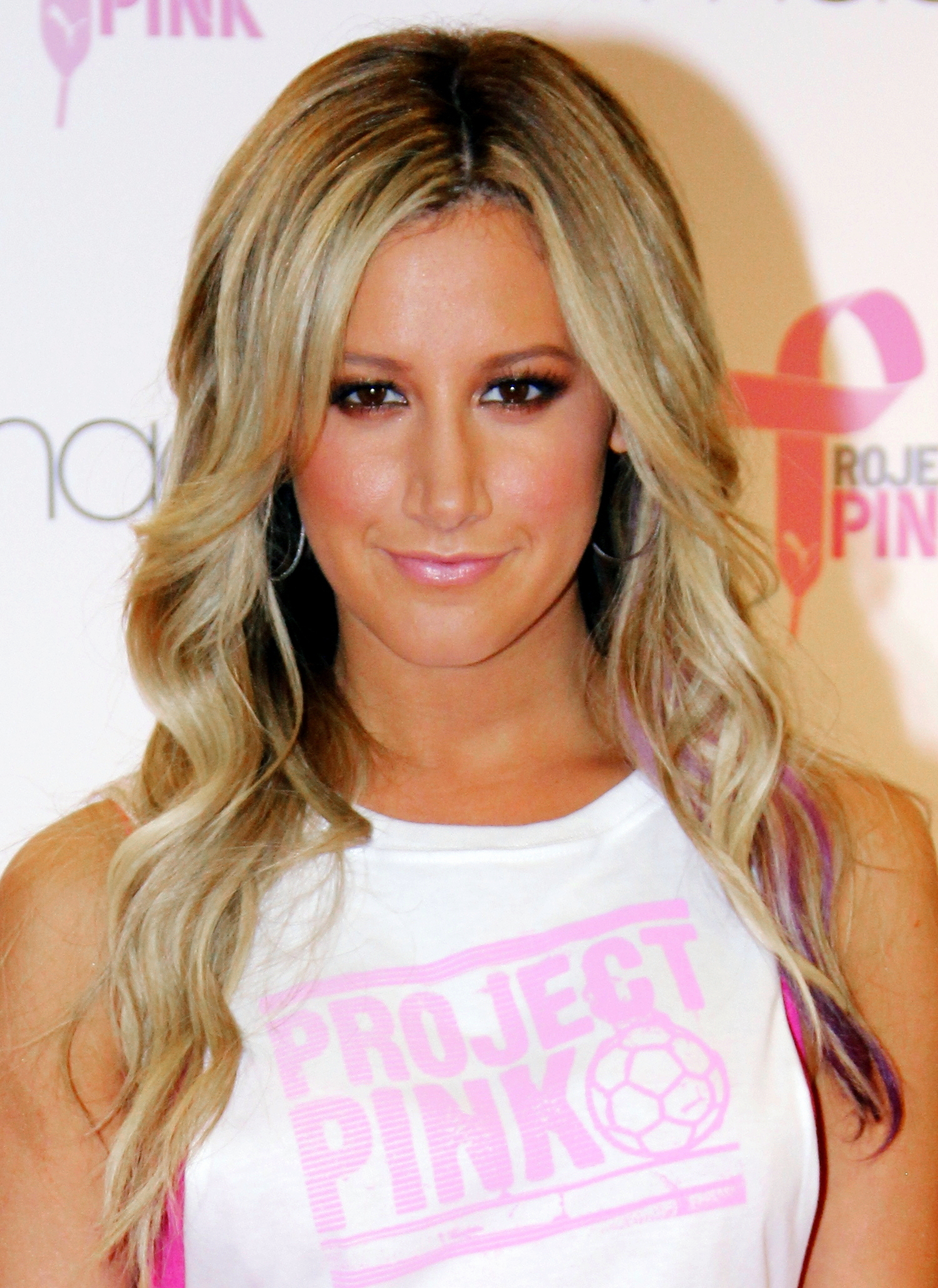
Ешлі Тісдейл — акторка, яка озвучує Кендес в оригінальній версії мультсеріалу.

Повенмаєр описав персонаж так: "Кендес засмучується, коли її братам сходить з рук те, через що вона може вскочити у халепу. Прагнення сестри на кшталт "Я їх зловлю та попалю" не означають нічого поганого з її боку. В одній з серій, вона все ж таки викриє малих бешкетників, але і там будуть свої цікаві сюжетні повороти."
Її особистість заснована на персонажі, якого грала акторка Дженніфер Грей у фільмі "Вихідний день Ферріса Бюллера". На свій пай, Грей також озвучувала колишнього вчителя Дуфеншмірца, доктора Ґеварлік, в епізоді "Кендес в Олії".

### Дизайн
Стиль усіх персонажів запозичили у відомого мультиплікатора Текса Ейвері. Аніматори використали цей стиль для того, щоб діти могли запросто зображати улюблених персонажів, а також, щоб можна було впізнати силуети героїв. Голова Кендес має форму кола, а тонкі, кволі руки — це простий метод Повенмаєра додати ще трохи комічності усім персонажам .

### Характерний гумор
У Кендес є характерні висловлювання, як "Мам! Фінеас і Ферб...", "Попалю!", "Буде вам торба", "Вам гаплик", "Мир!" (або англ. "Peace").
Одна з провідних ліній комічності шоу обертається навколо характеру Кендес. Вона схиблена на винаходах братів. Дівчина безупинно намагається довести мамі, що її сини не граються на подвір'ї, як звичайні діти, а займаються дуже небезпечними справами. Не зважаючи на те, що Кендес неодноразово зазнає невдач, вона ніколи не занепадає духом. Коли їй все ж таки вдається привести матір, творіння Фінеаса і Ферба раптово зникають, випаровуються або приховані, поки дивиться мама, а хлопці займаються звичайними речами. Зазвичай потім у Кендес перехоплює подих, від потрясіння вона заїкається, а мати пропонує дітям чогось поїсти (часто пирога), не зважаючи на божевільну й дитячу поведінку дочки.
У той час коли в епізоді "Американські гірки" головною причиною, чому Кендес хоче викрити братів виступає її бажання перевершити їх, в мультфільмі "Фінеас і Ферб у другому вимірі" виявляється, що Кендес також хоче захистити їх від самих себе. Третя причина зі словами "буде прикро їй дізнатись, що то не фантазія моя" висловлюється у пісні Кендес і Ванесси "Торба". Дівчину ображає несправедливе (на її думку) ставлення матері до її слів щодо братів, бо вона нічого не вигадує, а каже лише правду.
В епізоді "Квантові викрутаси Фінеаса і Ферба" показали альтернативне майбутнє, в якому за двадцять років через Кендес "почалася антиутопія, коли спіймали двох хлопців, які збудували небезпечний атракціон", а "схвильовані батьки вирішили припинити будь—яку творчість у дітей, щоб ніхто не постраждав, усе веселе та унікальне заборонили, гойдалки переробили на похмурі лікарняні ліжка". Краса і щастя були охоче замінені "мерехтливою клоакою", тому керувати деморалізованим Триштаттям почав імператор Дуфеншмірц. Дівчина зрозуміла, які наслідки мала б її вдала спроба викрити братів на початку літніх канікул.
Багато жартів засновано на тому, що Кендес взагалі не фотогенічна, хоча загалом вона дуже приваблива дівчина. На фото та відео вона часто виходить із дивним виразом обличчя або у незграбній позі. В епізоді "Кодекс забіяки" вона випадково відправила свої невдалі фото Джеремі. Їй довелося влаштувалась на роботу в мережу ресторанів швидкого харчування "Слащі Дог", де він працює, щоб вилучити свої фотографії з його телефону.
В епізоді "Вікторина" згадували, що у Кендес алергія на молочні продукти та буряк. У неї також алергія на дикий пастернак. В епізоді "Цирк придурків" та фільмі "Фінеас і Ферб у другому вимірі" через пастернак вона розмовляє чоловічим голосом. Вона дружить із Ванессою Дуфеншмірц, дочкою головного ворога Перрі качкодзьоба, доктора Дуфеншмірца. Кендес часто бувала в їхньому лігві, але вона не знає куди Перрі тікає кожного дня, тимчасом як Ванесса, яка знає про агента П, не здогадується, що він домашній улюбленець родини Флінн-Флетчерів.

### Інші стосунки
Коли Кендес не намагається викрити Фінеаса із Фербом, як правило, вона робить щось, що пов'язано з Джеремі Джонсоном, її хлопцем. Вона часто ускладнює ситуацію у їхніх стосунках та хвилюється, що не подобається Джеремі, хоча він навпаки завжди демонструє їй свою турботу. Вони офіційно стали парою в епізоді "Літо належить тобі", коли Кендес прилетіла до Парижу, щоб його побачити. Протягом серіалу у них було багато романтичних моментів, наприклад, Кендес зробила желейну голову у формі голови Джеремі (епізод "У качкодзьоба"), Джеремі намагався за допомогою пісні розповісти Кендес, що йому в ній подобається під час романтичного пікніку в епізоді "Чарівна біосфера", Джеремі власноруч зробив дівчині браслет (епізод "Монстер з Ід") та ін.
Кендес дратує, що Перрі лягає на її ліжко, кола вона спить. Також її дратує, що вона погано про нього піклується, як у епізодах "Мамин день народження", "Операція "Камера", "Запасна колія". Кендес звинувачує себе за зникнення Перрі в епізоді "А, ось ти де, Перрі", коли йому призначили нового лиходія. Вона двічі бачила його у ролі таємного агента: коли були галюцинації в епізоді "Балада Гидьбороди" та в епізоді "Чарівник країни див" (епізод "Нарешті!" не рахується зважаючи на те, що то був сон Кендес уві сні Перрі).
Коли Кендес мріє, або спить, або у неї галюцинації (еп. "Заберіть від мене цього Бігфута!"), з'являється дивна та незрозуміла зебра на ім'я Кевін. Одного разу Кендес запитала Фінеаса і Ферба про Кевіна, а вони стверджували, що не мають жодної гадки хто це.
Незважаючи на злегка егоїстичні та капостливі вчинки, Кендес любить своїх братиків усім серцем і показує свою прихильність у таких епізодах, як "Чуваки, ми знову збираємо групу ", "Кліп-О-Рама в день народження Фінеаса!", "Світло, Кендес, почали!", та "Фінеас і Ферб: Літо належить тобі!", де вона співає про те, як ними пишається. 

## Цікаві факти
- Ім'я Кендес відомо не тільки тим, що передавалось у спадок стародавнім Ефіопським королевам, а й тим, хто отримував користь від війни. Це дуже добре відображає характер героїні, бо вона завжди хоче бути за головну і майже ніколи не буває спокійною щодо братів.
- Акторка, яка озвучувала Кендес в оригіналі, Ешлі Тісдейл, з'явилась замість Кендес в епізоді "Світло, Кендес, почали", коли Ферб змонтував фільм.
- У Кендес є власна "Кімната для паніки", де вона тримає іграшкового ведмедика Містера Міґґінса (еп. "Я — Бробот" та "Вторгнення Фербозамінювачів")
- Вона була мером Денвіля протягом дня в епізоді "Вона — мер".
- Згідно з відео—інтерв'ю з Деном Повенмаєром, Джеффом "Свомпі" Маршем та Вінсентом Мартеллою, Кендес шанувальниця коміксів та пише історії про пригоди Тора (серія "Фінеас і Ферб: місія Марвел").
- В епізоді "Вечірка дівчат—скаутів" вона стала скаутом та зібрала 50 значків за один день, щоб отримати квиток на концерт улюблених виконавців.[5]

## Критика
За версією некомерційної організації Common Sense Media (укр. Здоровий глузд ЗМІ), у Сан—Франциско, Кендес посіла 10 місце, як найгірший взірець для наслідування. Common Sense Media стверджує, що її "примітивні бажання постійно тішити свого хлопця та завдавати клопоту братам", а також "верескливий, плаксивий, шаблонний образ дівчати" тільки підкріплює статеві стереотипи.

## Зовнішні посилання
- Candace Flynn at Phineas and Ferb Wiki [Архівовано 31 березня 2017 у Wayback Machine.]